# Wioletta Potępa
Wioletta (Potępa) Młynarczyk (ur. 13 grudnia 1980 w Ciechanowie) – polska lekkoatletka, uprawiająca rzut dyskiem i pchnięcie kulą.

## Najważniejsze osiągnięcia
- Mistrzostwa Europy juniorów: 1. miejsce 1999 (53.93)
- Zimowy Puchar Europy: 1. miejsce 2006 (61.89)
- Uniwersjada: 1. miejsce 2005 (62.10)
- Mistrzostwa Europy: 5. miejsce 2006 (61.78)
- Puchar świata: 5. miejsce 2006 (60.82)
- Światowy Finał IAAF: 6. miejsce 2005 (57.93), 6. miejsce 2006 (60.12)

Uczestniczyła w Letnich Igrzyskach Olimpijskich 2004 w Atenach w rzucie dyskiem, ale odpadła w eliminacjach do finału. Podobnie zakończył się start 4 lata później w Pekinie, gdzie osiągnęła 17. rezultat. Startowała też w Mistrzostwach Świata w Helsinkach 2005, Mistrzostwach Świata w Osace 2007 i Mistrzostwach Świata w Berlinie 2009 w rzucie dyskiem.
Zdobyła tytuł mistrzyni Polski w rzucie dyskiem w 2004, 2006 i 2007, a także wicemistrzyni w rzucie dyskiem w 2005 i w pchnięciu kulą (2002, 2003 i 2004).
20 maja 2006 podczas 32. mityngu miotaczy w Halle pobiła rekord życiowy rezultatem 66,01 m, który był wówczas najlepszym w sezonie wynikiem na świecie w rzucie dyskiem i w tabelach rocznych 2006 dał jej ostatecznie 3. miejsce. W rankingu IAAF zajęła 4. pozycję.
Zakończyła karierę w 2012 roku.
Jest żołnierzem Wojska Polskiego w stopniu kaprala.